# چغاهست
چغاهست، روستایی از توابع بخش جونقان، شهرستان فارسان در استان چهارمحال و بختیاری است.

## جمعیت
این روستا در دهستان جونقان قرار دارد و براساس سرشماری مرکز آمار ایران در سال ۱۳۸۵، جمعیت آن ۳۵۲ نفر (۷۳ خانوار) بوده‌است.

## موقعیت
روستای چغاهست مابین شهر فارسان و جونقان قرار دارد. رودخانه‌ای در نزدیکی این روستا به دو قسمت تبدیل می‌شود که هر کدام دارای دو سد که معروف به سد گوشه و سد چغاهست می‌باشند.

## وجه تسمیه نام روستا
در این روستا تپه‌ای بنام چغا قرار دارد که نامگذاری روستا بر اساس آن صورت گرفته است. (چغاهست: تپه هست)